# Gare (Luxemburg)
Gare is een stadsdeel van Luxemburg in het centrum van de stad Luxemburg nabij het spoorwegstation. Het stadsdeel telt ongeveer 7800 inwoners.
Zoals de naam al zegt, ligt het station van Luxemburg in deze wijk. Verder zijn er, met name aan de Avenue de la Gare, veel winkels. Tevens bevindt zich in de buurt een school en een aantal kantoren. Verder bevat de buurt cafés, restaurants en hotels. Deze wijk staat bekend als een van de meer levendige delen van Luxemburg, in tegenstelling tot de rest van de stad die in de avond een uitgestorven indruk wekt.
Een deel van de wijk (rue de Strasbourg en omgeving) is de rosse buurt van Luxemburg.
Beggen · Belair · Bonnevoie-Nord-Verlorenkost · Bonnevoie-Sud · Cents · Cessange · Clausen · Dommeldange · Eich · Gare · Gasperich · Grund · Hamm · Hollerich · Kirchberg · Limpertsberg · Merl · Muhlenbach · Neudorf-Weimershof · Pfaffenthal · Pulvermühl · Rollingergrund-Belair Nord · Ville-Haute (Bovenstad, centrum) · Weimerskirch